# Siparuna glabrescens
Siparuna glabrescens là một loài thực vật có hoa trong họ Siparunaceae. Loài này được (C. Presl) A. DC. miêu tả khoa học đầu tiên năm 1868.